# MV Agusta 150 Sport
La MV Agusta 150 Rapido Sport è una motocicletta prodotta dalla casa motociclistica di Cascina Costa dal 1959 al 1969.

## Il contesto

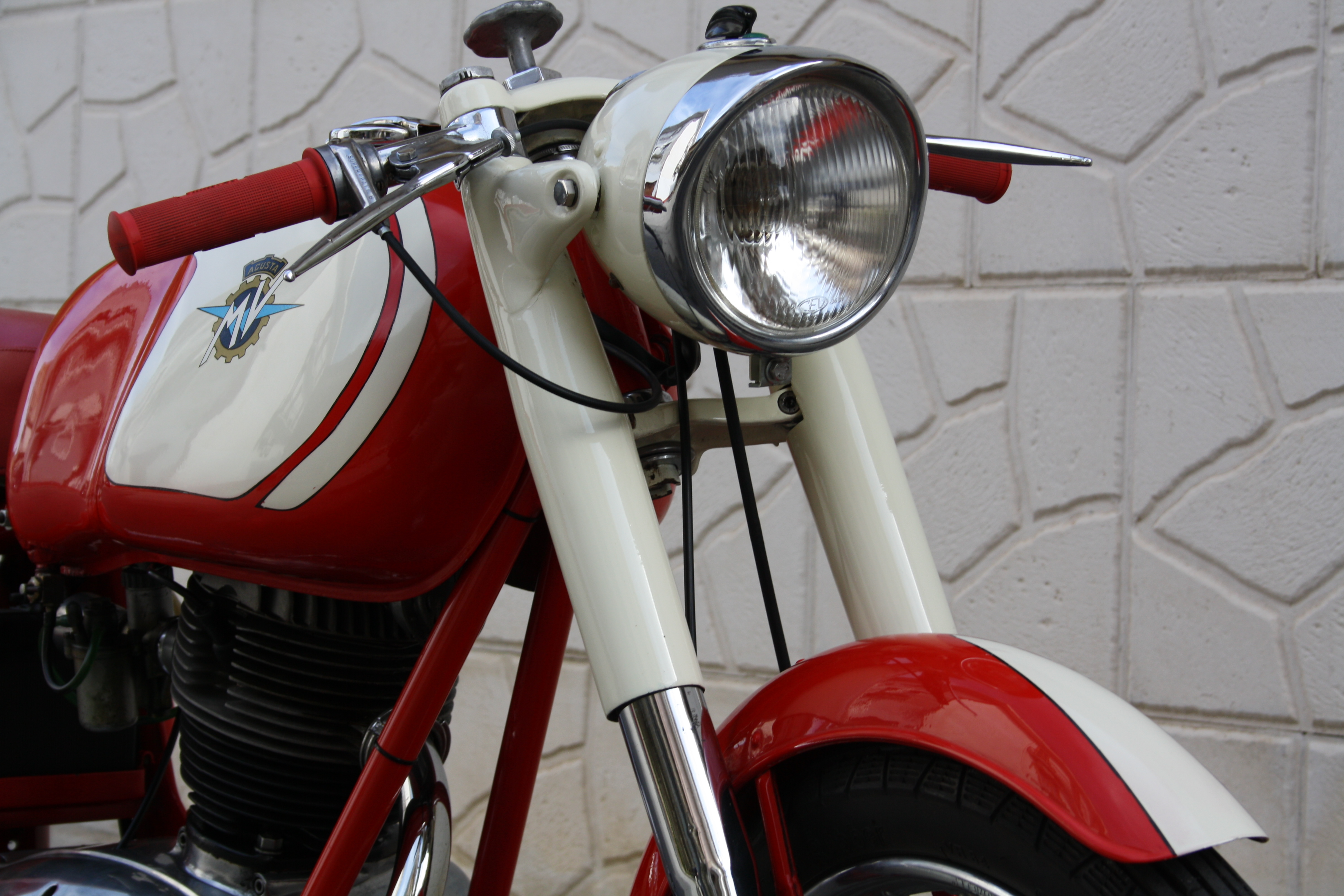
Vista del frontale

La 150 Rapido Sport è un modello sportivo della MV Agusta e va ad affiancare la 150 Gt; la Meccanica Verghera con opportune modifiche riesce ad incrementare le prestazioni del monocilindrico. L'aspetto è molto grintoso, con i classici colori Rosso e Avorio, molto ricercato anche il sistema di scarico doppio, così come è sportiva la posizione di guida.
Ha una cilindrata di 150,1 cm³ e, superando la soglia minima prevista dalla legge, può anche circolare in autostrada. Venduta inizialmente a 230.000 lire, la RS è stata nel mercato per 10 anni vendendo 6515 esemplari. La motorizzazione è la famosa centomila, garantita dalla casa ben oltre i 100.000 km di percorrenza, grazie ad un potente e rinnovato sistema di lubrificazione. 

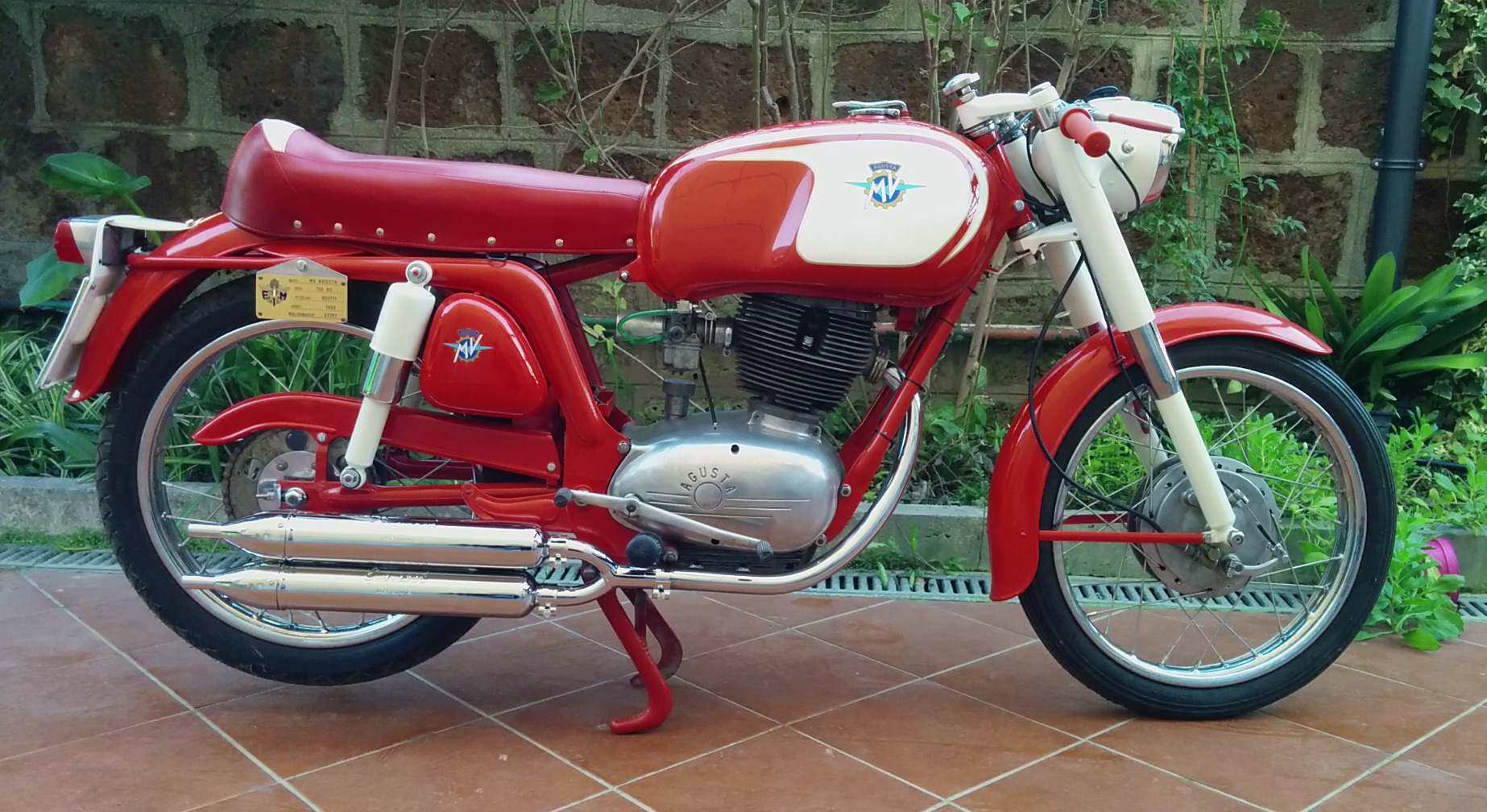
MV Agusta 150 RS prima serie (1969 - 1963)

Nel corso degli anni ha subito poche modifiche, la più rilevante è avvenuta nel 1966 con l'introduzione del nuovo cambio a 5 marce. La produzione fino al febbraio del 1963 ha mantenuto le caratteristiche originali della prima serie, con ammortizzatori coperti e tappo serbatoio con spinotto ad apertura laterale. L'introduzione della seconda serie, ha portato nel 1963 all'adozione di ammortizzatori a molle scoperte e di un tappo serbatoio con apertura verticale.

## Caratteristiche tecniche
Il motore è un monocilindrico a 4 tempi, con raffreddamento ad aria, le prestazioni sono molto elevate in rapporto alla cilindrata, infatti riesce superare i 115 km/h, ed è parsimoniosa nei consumi con i suoi 34 km/l. Oltre che veloce e parsimoniosa è anche garantita per un alto chilometraggio grazie al nuovo sistema di lubrificazione.